# Спейн, Кен
Джон Ке́ннет (Кен) Спейн (англ. John Kenneth Spain; 6 октября 1946 ― 11 октября 1990) ― американский профессиональный баскетбольный игрок. Участник летних Олимпийских игр 1968 года в Мехико.

## Карьера
Родился в городе Хьюстон, штат Техас. Учился в Школе Стефена Остина в Хьюстоне, затем продолжил образование в Хьюстонском университете. Играл в университетской команде по баскетболу вместе с Элвином Хейзом. Был отобран для игры в мужской сборной США по баскетболу на летних Олимпийских играх 1968 года, где американцам удалось завоевать золото. Участвовал в драфте Национальной баскетбольной ассоциации с Чикаго Буллз в 1969 году. Сыграл в одиннадцати играх Американской баскетбольной ассоциации в течение сезона 1970-71 года в составе клуба Питтсбург Кондорс.
Скоропостижно скончался от рака в возрасте 44 лет в Хьюстоне, штат Техас.